# Kanton Saulx
Saulx is een voormalig kanton van het Franse departement Haute-Saône. Het kanton maakte deel uit van het arrondissement Lure. Het werd opgeheven bij decreet van 17 februari 2014 met uitwerking op 22 maart 2015.

## Gemeenten
Het kanton Saulx omvatte de volgende gemeenten:
- Abelcourt
- Adelans-et-le-Val-de-Bithaine (deels)
- Betoncourt-lès-Brotte
- Châteney
- Châtenois
- La Creuse
- Creveney
- Genevrey
- Mailleroncourt-Charette
- Meurcourt
- Neurey-en-Vaux
- Saulx (hoofdplaats)
- Servigney
- Velleminfroy
- Velorcey
- La Villedieu-en-Fontenette
- Villers-lès-Luxeuil